# 新山川橋
新山川橋（しんやまかわばし）は、岐阜県加茂郡川辺町の飛騨川に架かる国道418号の橋梁である。

## 概要
山川橋の幅員が狭く、老朽化も進行していた為、そのバイパスとして上流約2kmに架橋される。
1976年（昭和51年）度から測量、設計、用地買収に着手。1978年（昭和53年）度には比久見側の取り付け道路の建設工事が開始された。
1983年（昭和58年）、川辺町内の飛騨川に架かる4本目の橋として開通し、8月8日に開通式が挙行された。式には渡辺栄一ら国や県の関係者の他、町長など約800人が参加。テープカットの後、川辺東小学校の鼓笛隊に続いて町内の2家族がそれぞれ3世代夫婦で渡り初めを行った。
総工費は約13億円となった。
2012年（平成24年）には、第67回国民体育大会に先立ち実施されていた新山川橋の塗装修繕工事が完了し、直下の飛騨川にある岐阜県川辺漕艇場はボート競技の会場として利用された。

## その他
- 新山川橋の下流の川辺ダム湖では、毎年8月中旬に「川辺おどり花火大会」の花火大会が行なわれる。
- 新山川橋の山川とは、山川橋（初代）の架橋に貢献した山本鎌次郎の山と飛騨川の川に由来する。

## 周辺施設
- 川辺町立川辺東小学校
- 川辺町B&G海洋センター
- 可茂消防事務組合中消防署川辺出張所
- 岐阜県川辺漕艇場

## 隣の橋
（下流）【木曽川合流点】 - かんのん橋 - 青柳橋 - 青柳大橋 - 飛騨川大橋（東海環状自動車道） - 川辺ダム - 山川橋 - 新山川橋 - 川辺大橋  （上流）